# Sara Stracké-van Bosse
Sara Hendrina Josina Stracké-van Bosse (Amsterdam, 5 januari 1837 – Baarn, 6 april 1922) was een Nederlandse beeldhouwer en kunstschilder.

## Leven en werk
Stracké-van Bosse was een dochter van Anthonij van Bosse en Carolina Hermanie van Kempen. Ze was een nicht van de schilderes Marie Bilders-van Bosse. Ze studeerde aan de Rijksakademie van beeldende kunsten in Amsterdam (1874-1877). Ze trouwde het jaar na haar afstuderen in Brummen, waar ze op dat moment woont, met Frans Stracké (1820-1898), hoogleraar aan de Rijksakademie.

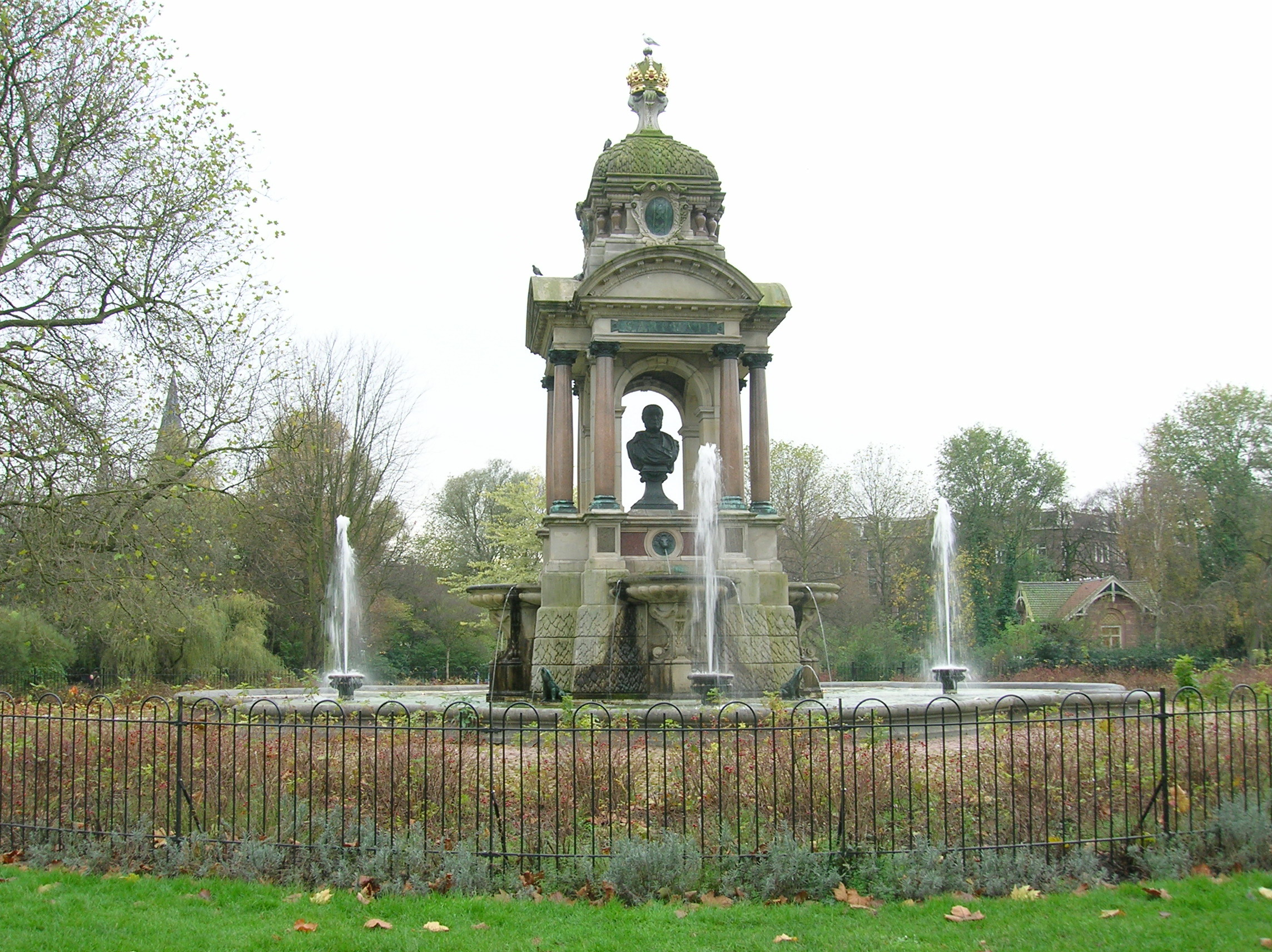
Sarphatimonument

Voor het Sarphatimonument (1886) in het Amsterdamse Sarphatipark, een ontwerp van Jacobus Roeland de Kruijff, maakte ze een buste van Samuel Sarphati. Als schilderes maakte ze vooral genrevoorstellingen en portretten.
In 1889 verhuisde het echtpaar Stracké naar Baarn. Hier overleed de kunstenares in 1922, op 85-jarige leeftijd.